# Хорвати в Канаді
Канадські хорвати (англ. Croatian Canadians, фр. Canadiens d'origine croate, хорв. kanadski Hrvati) — уродженці Канади повного чи часткового хорватського походження або вихідці з Хорватії, які переселилися в Канаду. 
Спільнота існує у великих містах, включаючи Велике Торонто, Гамільтон, Оттаву, Ванкувер, Калгарі, Едмонтон, Вінніпег, Віндзор, Монреаль і Ватерлоо.

## Демографія

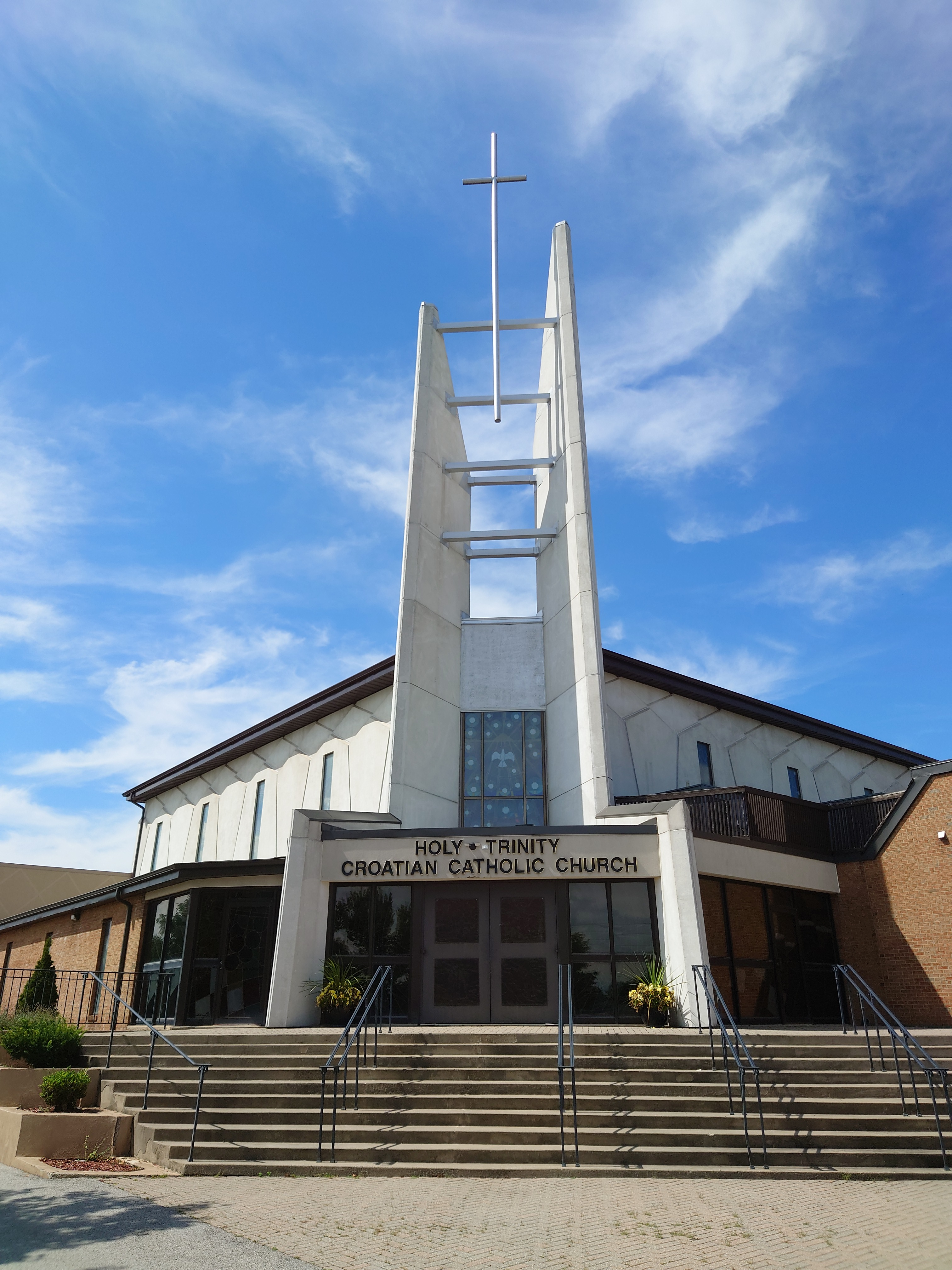
Святотроїцька хорватська церква в Оквіллі, Онтаріо

За даними проведеного Статистичним управлінням Канади перепису 2011 року, в цій державі налічувалося приблизно 114 880 канадців хорватського етнічного походження, а за переписом 2016 їхня чисельність зросла до 133 965 осіб. Населяючи переважно Онтаріо, канадські хорвати також присутні в більшості великих міст Канади по всій країні. Десять найбільших хорватських громад знаходяться в таких містах:
- Торонто: 13 670
- Гамільтон: 10 110
- Міссіссога: 9935
- Калгарі: 5575
- Едмонтон: 4175
- Оквілл: 4045
- Ванкувер: 3890
- Оттава: 3540
- Бернабі: 3225
- Кітченер: 3000

Населений пункт із найбільшою часткою людей хорватського походження — Кенастон, що у провінції Саскачеван: 17,5% його 285 жителів заявляють про своє хорватське етнічне походження.

## Діяльність
До популярних заходів, які влаштовує спільнота канадських хорватів, належать Канадсько-хорватський фольклорний фестиваль (проводиться як у східній, так і в західній Канаді), хорватсько-північноамериканський футбольний турнір, північноамериканський Младіфест і щорічні дні Хорватії, організовані Хорватським культурним центром у Ванкувері.
У Канаді хорватською мовою виходить кілька газет, є також хорватськомовні радіостанції. У країні діють 19 хорватських християнських парафій і місій, відправи відбуваються хорватською мовою. Існують також хорватські фольклорні колективи. В університеті Ватерлоо і Торонтському університеті вивчають хорватську мову..

## Відомі канадські хорвати

### Ділові люди
- Роберт Херявец — генеральний директор однієї з найвизначніших технологічних компаній Канади Herjavec Group
- Тихомир Орешкович — 11-й прем'єр-міністр Хорватії

### Політики
- Ів Адамс — депутатка від ліберальної партії, виборчий округ Міссісога Південний Бремптон, уроджена Єва Горват, народилася в угорсько-хорватській сім'ї
- Боб Братіна — колишній мер Гамільтона (2010—2014); ліберальний депутат парламенту від округу Східний Гамільтон — Стоні-Крік (2015—дотепер)
- Джен Браун — колишній депутат (від реформістів/незалежний) парламенту від округу Південно-Східне Калгарі (1993—1997)
- Аллан Керпан — політик від Саскачеванської партії (2003—дотепер), колишній депутат парламенту від реформістів (1993—2000)
- Янко Перич — колишній член парламенту від лібералів, Кембридж (1993—2004)
- Пітер Секулич — колишній ліберальний депутат місцевого парламенту (1993—1997), округ Едмонтон Меннінг
- Розанна Скоке — колишня депутатка від лібералів (1993—1997)
- Джон Сола — колишній депутат-ліберал місцевого парламенту (1987—1995)
- Дейв Ступич — колишній депутат від НДП
- Ружа Томашич — поліціянтка, політик, депутатка Європарламенту
- Беррі Врбанович — мер Кітченера (2014—дотепер)
- Лінн Єлич — депутатка парламенту від Канадського альянсу/Консервативної партії (2000—2015)

### Науковці
- Асаф Дуракович — лікар, експерт у галузі ядерної медицини та збідненого урану, поет

### Діячі культури і мистецтва
- Майкл Бубле — співак
- Стів Бачич — актор
- Френк Цвітанович — режисер-документаліст
- Іван Хрватска — співак
- Алісія Йосипович — акторка
- Стана Катич — акторка
- Йосип Новакович — письменник
- Даніелла Павичич — співачка й авторка пісень
- Тереза Тотен — письменниця
- Елізабет Анка Ваягич — співачка

### Спортсмени
- Нікола Андрієвич — футболіст
- Сандра Безич — фігуристка
- Вал Безич — фігурист
- Желько Білецький — футболіст
- Джозеф Катарініч — хокеїст
- Джордж Чувало — боксер
- Нік Дасович — футболіст
- Великий Антоніо — силач
- Тоні Хркац — хокеїст
- Деян Якович — футболіст
- Анте Язич — футболіст
- Ден Кордич — хокеїст
- Джон Кордич — хокеїст
- Френк Маховлич — хокеїст
- Пітер Маховлич — хокеїст
- Тоні Мандарич — гравець НФЛ
- Філ Орешкович — хокеїст
- Мет Павелич — хокеїст
- Джордж Песут — хокеїст
- Браян Сакік — хокеїст
- Джо Сакік — хокеїст
- Корі Сарич — хокеїст
- Пол Сполярич — бейсболіст
- Марк-Едуард Власич — хокеїст
- Бо Хорват — хокеїст

### Політичні діячі
- Медлін-Енн Аксіч
- Гойко Шушак

### Інші
- Мато Дуковац — льотчик-винищувач Другої світової війни
- Звонко Вранешич — міжнародний майстер із шахів
- Джордж Стіпіч («Стен Стасяк») — професійний борець